# قرش مزركش

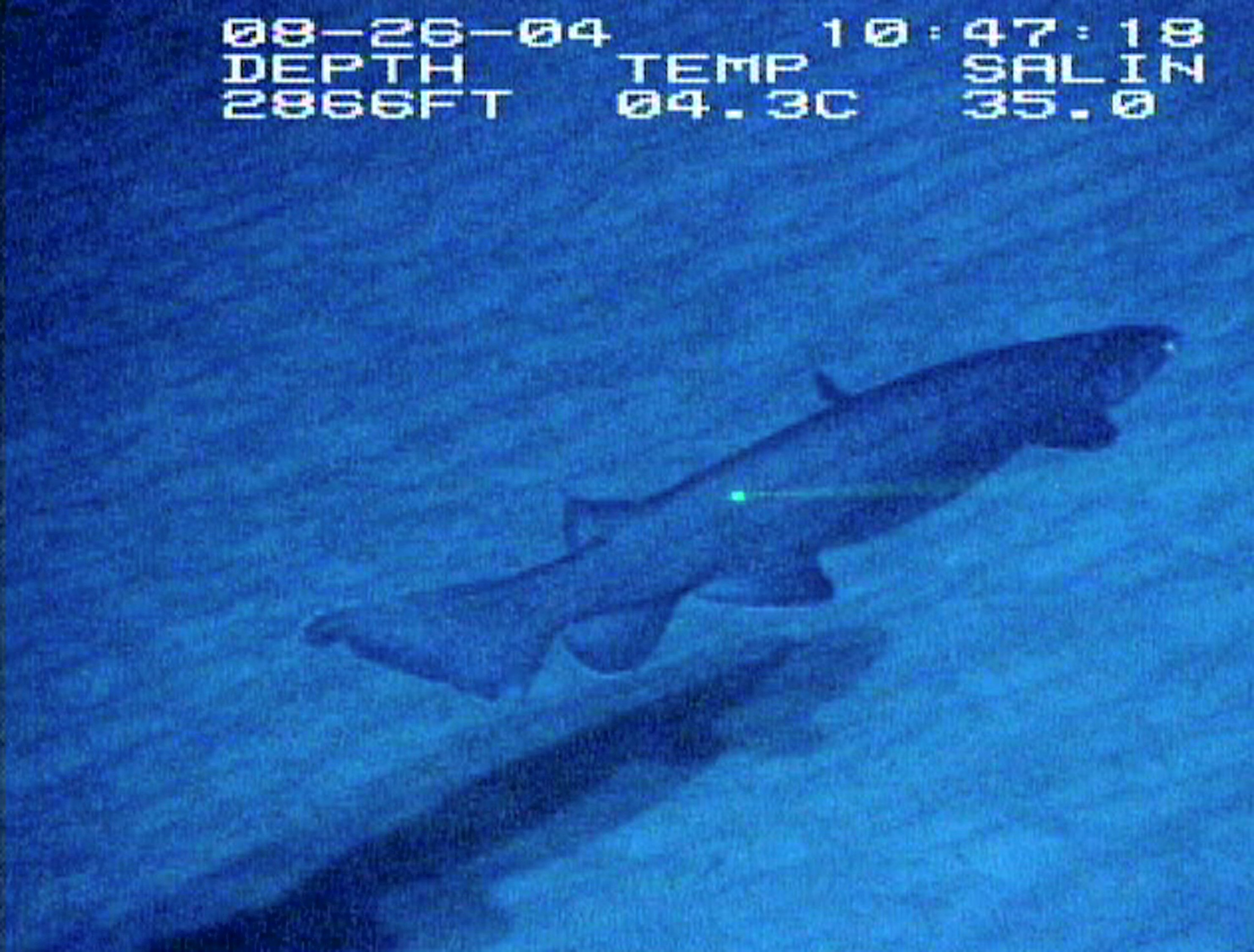
صورة -لأول مرة- للقرش المزركش في موطنه الطبيعي ، ألتقطت في مياه (Blake Plateau) شرقي ولاية جورجيا الولايات المتحدة الأمريكية. ويشاهد في أعلى الصورة معلومات عن الوقت والعمق وغيرهما

القرش المُزركش[بحاجة لمصدر] هو أحد أنواع القروش الذي يعيش في قاع البحار وكذلك في أعماق أقل بكثير، حيث يتواجد غالباً على عمق يتراوح بين 50 متراً إلى 200 متر في (Suruga Bay) باليابان.

## صفته
لون القرش المزركش بنيّ غامق ويصل طوله إلى مترين ذو جسم أشبه بجسم الأنقليس ، وله 6 غلاصم حيث الأولى متصلة عند منطقة البلعوم ورأسه عريض ذو خطم قصير ودائريّ والمنخاران عبارة عن شقيّن طُوليين وله أسنان في صفوف متباعدة يبلغ تعداد هذه الصفوف من 19 إلى 28 صفاً في الفك العلويّ ومن 21 إلى 29 صفاً في الفك الأسفل ،، مجموع الأسنان يبلغ 300 سن، كل سن صغير الحجم ذو ثلاث حدبات (cusps) نَحِيلة إبَريّة، تتعاقب في أماكنها مع حُديبَتَين (cusplets) أي تقريباً على هذا الشكل (|i|i|) للتشبيه  ،.

## التغذية
يغتذي القرش المزركش برأسيات القدم والأسماك العظمية والقروش الأصغر حجماً.